# Keiichi Sigsawa
Keiichi Sigsawa (時雨沢 恵一, Shigusawa Keiichi), né en 1972 dans la préfecture de Kanagawa au Japon, est un auteur de light novels.
En 2000, ses light novels intitulés Kino no Tabi ont été retenus pour la finale du 6e Grand prix du roman Dengeki.